# 蘇萊曼尼亞
蘇萊曼尼亞（：‎）位於伊拉克庫爾德斯坦，是蘇萊曼尼亞省的首府，現代城市建於1784年，人口759,508。
蘇萊曼尼亞的土地肥沃，是庫爾德斯坦的重要經濟中心，旅遊業是其中一項主要收益來源。蘇萊曼尼亞的教育制度中，居民能接受小學至大學的免費教育。